# جنس قواعدي
الجنس القواعدي أو الجنس النحويّ هو نوع الكلمة الذي يتعين من أحوال صرف قرائنها، المتعلقُ بموصوفها، وبجنسه الحقيقي في معظم الحالات.

## في العربية
في العربية، يتجلى جنس الكلمة في تذكيرها وتأنيثها. وعلى العموم فكل اسم عربي يدخل في المذكر ما لم تظهر علامة لتأنيثه لفظاً، مثل التاء المربوطة والألف المقصورة والممدودة، أو تقديراً، كالأسماء الخاصة بالإناث. والمؤنث في العربية أصناف هي:
- المؤنث الحقيقي وهو أي الاسم أو الوصف الدال على أنثى، نحو: حليمة
- المؤنث المجازي أو غير الحقيقي أي كل اسم ذات أو اسم معنى لغير العاقل مؤنث مجازاً، نحو: أرض وظلمة
- المؤنث اللفظي وهو كل اسم مذكر حقيقي عليه علامة من علامات تأنيث، نحو: طلحة
- المؤنث المعنوي وهو كل اسم مؤنث ليست عليه علامة تأنيث، وإنما يستدل بمقصودها على تأنيثه، نحو مريم وشمس

في العربية أسماء يستوي فيه المذكر والمؤنث، كالنعوت التي جاءت على وزن مصدرها، وأخرى يجوز تذكيرها وتأنيثها، مثل أسماء الحروف الهجائية.

## في اللغات الأخرى

جميع أسماء البلدان في اللغة الرومية مؤنثة، وكذلك في العربية إلا بعضاً. أما في الفرنسية فمنها المذكر (في الصورة) ومنها المؤنث (')

زيادة على المؤنث والمذكر، توجد في كثير اللغات أجناس أخرى من الكلمات، بينما لا يحدد الجنس في لغات أخرى.

### عادم
العادم1 جنس من الأسماء التي لا تؤنث ولا تذكر لفظاً، أو لا يعين جنسها وتكون في الأغلب من الجماد. مثلاً، الرومية oppidum «بلدة»، والألمانية Kind «ولد» وكذلك Mädchen «بنت» لأنها تنتهي بعلامة التصغير العادمة ‎-chen.

### مشترك
المشترك2 جنس من الأسماء، معروف في اللغات الجرمانية، استوى فيه المذكر والمؤنث.
في اللغة الرومية، يوجد جنس من الأسماء يسمى المشترك،3 وهو صنفان: المشترك بين اثنين (commune duúm) والمشترك بين ثلاثة (commūne trium)، فالأول يستوي في المذكر والمؤنث، نحو bōs «بقرة» للذكر والأنثى، والثاني يستوي فيه المذكر والمؤنث والعادم، كقولهم clēmēns «رحيم» وصفاً للذكور والإناث وغير ذلك سواءً.

## حواش
1. ^ سمي كذلك «المحيَّر»[2] و«المبهم»[3] وعرف أيضاً بأنه «لا مذكر ولا مؤنث»[4] أما تسميته «المحايد» و«الحيادي» فاقتراضاً لمعنى «التسوية وتجنب المتضادين» من كلمة neuter الرومية، أما معناها اللغوي فأريدَ به «ما ليس مذكراً ولا مؤنثاً»، وهذه الكلمة مركبة من ne «لا» وuter «كِلا»، المترجمة قياساً على الإغريقية οὐδέτερος (تلفظ ‎[o:.dé.te.ros]‏، كذلك مركبة من οὐδέ «عدَم» وἕτερος «آخَر») التي تعني بالعربية «لا واحد من الأمرين» أو «عادم للأمرين جميعا».[5]
2. ^ كلمة «مشترك» ترجمة الرومية[6] commūnis (تلفظ ‎[komˈmu:.nis]‏) التي كانت في الأصل وصفاً للألفاظ التي تجتمع فيها صفتان، كالفعل (verbum commūne) الذي وإن جاء على صيغة المبني للمعلوم فإن المبني للمعلوم وللمجهول يشتركان فيه مثل قولهم criminor «أتهم»[7]، والسلابية (syllaba commūnis) التي يجوز لفظها قصيرة أو طويلة وفقاً للميزان الشعري[8]، ثم اتسعت دائرة معناه للدلالة على ما يستوي فيه المذكر والمؤنث (genus commūne)
3. ^ في اللغة الرومية اصطلاحات أخرى نادرة منها:

الجنس الكلي (genus omne) أي المشترك بين الثلاثة.
الجنس المختلط (genus epicoenum/prōmiscuum) أو بالأحرى الأسماء المختلطة (الإبيسينات) من بعض أسماء الحيوانات التي لم يحدد لها جنس، فاتبع في تعيينها لفظها، وبالأخص نهايتها وحدّها (terminātiō)، فمثلاً، aquila «نسر» مؤنث لانتهائه بعلامة التأنيث ‎-a وpasser «زرزر» مذكر لانتهائه بعلامة التذكير ‎-er؛ ويكونان بمثابة المؤنث اللفظي والمذكر اللفظي في العربية.
الجنس المشكِّك (genus dubium) وهو ما يأتي تارة من هذا الجنس وتارة من ذاك، لعدم وجود قياس لا بالمعنى (significātiō) ولا باللفظ، نحو diēs «يَوم» فمذكر ويؤنث وvulgus «شَعب» فعادم ويذكر.

## وصلات خارجية
(بالعربية)
- سعيد الأفغاني. الموجز في قواعد اللغة العربية: المذكر والمؤنث

(بالإنجليزية)
- Greville G. Corbett. WALS - Map of Language Feature Number of Genders